# Großer Preis von Deutschland 2011
Der Große Preis von Deutschland 2011 (offiziell Formula 1 Grosser Preis Santander von Deutschland 2011) fand am 24. Juli auf dem Nürburgring in Nürburg statt und war das zehnte Rennen der Formel-1-Weltmeisterschaft 2011.

## Berichte

### Hintergrund
Nach dem Großen Preis von Großbritannien führte Sebastian Vettel in der Fahrerwertung mit 80 Punkten vor Mark Webber und mit 92 Punkten vor Fernando Alonso. In der Konstrukteurswertung führte Red Bull-Renault mit 110 Punkten vor McLaren-Mercedes und mit 164 Punkten vor Ferrari.
Das ein Rennen zuvor eingeführte Zwischengas-Verbot wurde ab diesem Rennen wieder abgeschafft und die Regelung, die beim Großen Preis von Europa galt, trat wieder in Kraft.
Beim Großen Preis von Deutschland stellte Pirelli den Fahrern die Reifenmischungen Medium (weiß) und Soft (gelb), sowie für nasse Bedingungen Intermediates (hellblau) und Full-Wets (orange) zur Verfügung. Am Freitag erhielten die Teams zu Testzwecken außerdem eine neue Variante des Reifentyps Soft. Darüber hinaus wurde zu diesem Rennwochenende eine Regeländerung beschlossen, nach der die Fahrer für den Freitag einen zusätzlichen Satz Intermediates erhalten, sodass sie ihre Reifen unter nassen Bedingungen nicht sparen müssen.
Vor dem Rennwochenende gab es einen Fahrerwechsel: Karun Chandhok kehrte an diesem Wochenende als Einsatzfahrer in die Formel 1 zurück und vertrat Jarno Trulli bei Lotus-Renault für einen Grand Prix.
Mit Michael Schumacher (viermal), Fernando Alonso (zweimal), Rubens Barrichello, Lewis Hamilton und Webber (jeweils einmal) traten fünf ehemalige Sieger zu diesem Grand Prix an.

### Training
Im ersten freien Training erzielte Alonso die schnellste Runde vor Webber und Vettel. In diesem Training übernahm Nico Hülkenberg den Force India von Paul di Resta und Narain Karthikeyan den HRT von Vitantonio Liuzzi. Im zweiten freien Training war Webber der schnellste Pilot vor Alonso und Vettel. Im dritten freien Training fuhr Vettel die Bestzeit vor Webber und Alonso.

### Qualifying
Im ersten Abschnitt des Qualifyings (Q1) erzielte Massa die schnellste Runde. Die HRT-, Virgin- und Lotus-Piloten sowie Kamui Kobayashi schieden aus.
Im zweiten Qualifikationssegment (Q2) setzte sich Hamilton an die Spitze des Feldes. Die Toro Rosso- und Williams-Piloten sowie Sergio Pérez, di Resta und Nick Heidfeld schieden aus.
Im letzten Abschnitt (Q3) fuhr Webber die schnellste Zeit und erzielte die Pole-Position vor Hamilton und seinem Teamkollegen Vettel.
Nach der technischen Überprüfung der Rennfahrzeuge wurde festgestellt, dass der Treibstoff im Fahrzeug von Sébastien Buemi nicht regelkonform war. Buemi wurde daraufhin aus der Wertung genommen und musste vom Ende des Feldes starten. Die Teams müssen vor der Saison eine Benzinprobe abgeben, die im Laufe der Saison stichpunktartig überprüft wird.

### Rennen
Zu Beginn des Rennens gelang Webber ein langsamer Start von der Pole-Position. Er blieb bei zu niedrigen Drehzahlen „stecken“, sodass Hamilton die Führung übernehmen konnte. Die Ferrari waren innerhalb und außerhalb von Vettel, als sie sich der ersten Kurve näherten, und Alonso schaffte es, Vettel zu überholen. Felipe Massa hatte erneut einen guten Start hingelegt, aber nachdem er in Kurve 1 außerhalb von Vettel lag, rutschte er schließlich hinter Nico Rosberg auf den sechsten Platz ab. Jenson Button hatte einen schlechten Start und rutschte in der ersten Runde vom siebten auf den zehnten Platz zurück. Im Gegensatz dazu hatte Schumacher erneut einen guten Start und fuhr in Runde 1 vom zehnten auf den achten Platz vor. Weiter hinten berührten sich Heidfeld und di Resta und fielen ans Ende des Feldes zurück. Danach führte Hamilton das Rennen vor Webber, Alonso, Vettel, Rosberg und Massa an. Adrian Sutil lag nach einem guten Start auf dem siebten Platz, gefolgt von Schumacher, Witali Petrow und Button, die die Top 10 komplettierten.
In der vierten Runde fuhr Alonso in Kurve 2 zu weit, geriet auf das nasse Gras und wurde auf den Asphalt gezwungen. Dadurch konnte sich Vettel den dritten Platz sichern. Nur wenige Runden später überholte Alonso Vettel jedoch in Kurve 1. Später, in Runde 16, erlitt Barrichello einen Motorschaden, konnte jedoch an die Box zurückfahren.
Heidfeld erhielt wegen der Verursachung eines vermeidbaren Unfalls mit di Resta eine Durchfahrtsstrafe, konnte diese aber nicht absitzen. Während er versuchte, im Feld voranzukommen, wurde er in der Schikane von Buemi von der Strecke gedrängt und schied aus. Buemi musste an die Box, um neue Reifen zu holen, und erhielt später beim nächsten Rennen, dem Großen Preis von Ungarn, eine Strafe von fünf Startplätzen. di Resta kämpfte sich durch das Feld und belegte am Ende des Rennens den dreizehnten Platz.
Petrow verteidigte sich sehr gut gegen Buttons McLaren um den neunten Platz; während Massa Rosbergs Mercedes für den fünften Platz überholte, nachdem Massas Ferrari-Ingenieur Rob Smedley ihm gesagt hatte, dass seine Strategie funktionieren müsse. Button überholte schließlich Petrow und näherte sich Schumacher. Vor der ersten Runde der Boxenstopps fuhr Hamilton zu weit, sodass Webber in der letzten Kurve an ihm vorbeifahren konnte. Hamilton konterte auf dem Weg nach Kurve 1 sofort und überholte Webber wieder.
Vettel drehte sich dann in Kurve 10 und lag damit elf Sekunden hinter dem drittplatzierten Alonso. Bei den Boxenstopps kam Webber als Erster an die Box, um den Undercut zu versuchen und kam hinter Sutil auf die Strecke zurück, schaffte es aber Vettel zu überholen und Massa einzuholen, als Hamilton und Alonso gleichzeitig an die Box kamen. Beide kamen aus der Box als Webber und Massa für Kurve 1 bremsten. Massa übernahm die Führung vor Webber, Hamilton und Alonso, während Vettel auf den neunten Platz lag. Als Massa an die Box kam, fiel er auf den achten Platz zurück, direkt vor Vettel, der einen neuen Kampf begann. Nach diesen Stopps hatte Webber Hamilton an die Spitze verdrängt – er führte zum ersten Mal in dieser Saison ein Rennen an – und Alonso lag auf dem dritten Platz. Während der Boxenstoppphase näherten sich die beiden Mercedes-Autos Petrows Renault in der DRS-Zone vor der Veedol-Schikane. Rosberg überholte Petrow auf der Geraden und Schumacher folgte ihm. Schumacher drehte sich später genau an der gleichen Stelle wie Vettel und fiel sowohl hinter Sutil als auch Petrow zurück.
Es sah so aus, als ob die Zwei-Stopp-Strategie von Sutil und Button erfolgreich gewesen wäre, da Sutil bei den späteren Boxenstopps Rosberg überholte und das Rennen auf dem sechsten Platz beendete. Auch Button zeigte eine starke Leistung – er holte viele Fahrer ein und überholte sie, darunter auch Rosberg, der in Kurve 1 Sechster war, als er sich verbremste und weit hinausfuhr. Button wurde wie Sutil nur in der Boxengasse und nicht auf der Strecke überholt, obwohl sein Pech in Silverstone anhielt und er aufgrund eines Hydraulikschadens zum zweiten Mal in Folge einen mechanischen Ausfall hinnehmen musste. Nur zwei Runden später schied Liuzzi als Vierter und Letzter des Rennens aus, weil sein Auto einen Stromausfall hatte.
Nach vorne begannen Massa und Vettel, sich durch das Feld zu bewegen und überholten Kobayashi und Petrow. In der zweiten Boxenstoppphase kam Webber als Erster an die Box, fuhr aber nach dem Stopp langsam Runden und hatte Mühe, die neuen Reifen auf Temperatur zu bringen. Der mechanische Grip von Hamiltons McLaren bei kalten Bedingungen half ihm, und er kam bei den Stopps an Webber vorbei, mit dem gegenteiligen Effekt des Undercuts. Webber versuchte, Hamilton außerhalb von Kurve 2 zu überholen, Hamilton hielt ihn zurück. Alonso kam als Letzter an die Box und ging als Führender heraus, doch da seine Reifen nicht auf Betriebstemperatur waren, überholte Hamilton in Kurve 2 problemlos und überholte Alonso, um die Führung zurückzuerobern.
Hamilton holte sich schlussendlich den Rennsieg vor Alonso und Webber. Alle Fahrer mit Drei-Stopp-Strategie fuhren in den letzten zehn Runden für die Soft-Reifen an die Box – und wollten nicht zu lange auf die mittlere Mischung umsteigen, die pro Runde 1,5 Sekunden langsamer war als die weicheren Reifen. Der Kampf zwischen Massa und Vettel um den vierten Platz entschied sich daher in der vorletzten Runde an der Box: Massa hatte einen langsameren Boxenstopp als Vettel und Vettel ging daher an dem Brasilianer vorbei, nachdem er auf der Strecke nicht überholen konnte. Nach den Top 3 komplettierten Vettel, Massa und Sutil die Top Sechs mit Rosberg vor Schumacher, Kobayashi kam vom 17. Startplatz auf den neunten Platz und Petrow komplettierte die Punkteränge als Zehnter, vor Kobayashis Teamkollegen Pérez. Nach dem Rennen stoppte Alonso seinen Ferrari auf der Rennstrecke und ließ sich auf dem Seitenkasten von Webbers Red Bull zurück zum Parc Ferme mitnehmen.
Für Hamilton war es der 16. Sieg in der Formel-1-Weltmeisterschaft. Damit zog er mit Stirling Moss gleich.
Vettel beendete dieses Rennen zum ersten Mal in der Saison nicht auf den ersten zwei Positionen.

## Meldeliste
| Team                         | Nr. | Fahrer             | Chassis             | Motor                | Reifen |
| ---------------------------- | --- | ------------------ | ------------------- | -------------------- | ------ |
| Red Bull Racing              | 01  | Sebastian Vettel   | Red Bull RB7        | Renault 2.4 V8       | P      |
| Red Bull Racing              | 02  | Mark Webber        | Red Bull RB7        | Renault 2.4 V8       | P      |
| Vodafone McLaren Mercedes    | 03  | Lewis Hamilton     | McLaren MP4-26      | Mercedes-Benz 2.4 V8 | P      |
| Vodafone McLaren Mercedes    | 04  | Jenson Button      | McLaren MP4-26      | Mercedes-Benz 2.4 V8 | P      |
| Scuderia Ferrari             | 05  | Fernando Alonso    | Ferrari 150º Italia | Ferrari 2.4 V8       | P      |
| Scuderia Ferrari             | 06  | Felipe Massa       | Ferrari 150º Italia | Ferrari 2.4 V8       | P      |
| Mercedes GP Petronas F1 Team | 07  | Michael Schumacher | Mercedes MGP W02    | Mercedes-Benz 2.4 V8 | P      |
| Mercedes GP Petronas F1 Team | 08  | Nico Rosberg       | Mercedes MGP W02    | Mercedes-Benz 2.4 V8 | P      |
| Lotus Renault GP             | 09  | Nick Heidfeld      | Renault R31         | Renault 2.4 V8       | P      |
| Lotus Renault GP             | 10  | Witali Petrow      | Renault R31         | Renault 2.4 V8       | P      |
| AT&T Williams                | 11  | Rubens Barrichello | Williams FW33       | Cosworth 2.4 V8      | P      |
| AT&T Williams                | 12  | Pastor Maldonado   | Williams FW33       | Cosworth 2.4 V8      | P      |
| Force India F1 Team          | 14  | Adrian Sutil       | Force India VJM04   | Mercedes-Benz 2.4 V8 | P      |
| Force India F1 Team          | 15  | Nico Hülkenberg    | Force India VJM04   | Mercedes-Benz 2.4 V8 | P      |
| Force India F1 Team          | 15  | Paul di Resta      | Force India VJM04   | Mercedes-Benz 2.4 V8 | P      |
| Sauber F1 Team               | 16  | Kamui Kobayashi    | Sauber C30          | Ferrari 2.4 V8       | P      |
| Sauber F1 Team               | 17  | Sergio Pérez       | Sauber C30          | Ferrari 2.4 V8       | P      |
| Scuderia Toro Rosso          | 18  | Sébastien Buemi    | Toro Rosso STR6     | Ferrari 2.4 V8       | P      |
| Scuderia Toro Rosso          | 19  | Jaime Alguersuari  | Toro Rosso STR6     | Ferrari 2.4 V8       | P      |
| Team Lotus                   | 20  | Heikki Kovalainen  | Lotus T128          | Renault 2.4 V8       | P      |
| Team Lotus                   | 21  | Karun Chandhok     | Lotus T128          | Renault 2.4 V8       | P      |
| HRT F1 Team                  | 22  | Daniel Ricciardo   | HRT F111            | Cosworth 2.4 V8      | P      |
| HRT F1 Team                  | 23  | Narain Karthikeyan | HRT F111            | Cosworth 2.4 V8      | P      |
| HRT F1 Team                  | 23  | Vitantonio Liuzzi  | HRT F111            | Cosworth 2.4 V8      | P      |
| Marussia Virgin Racing       | 24  | Timo Glock         | Virgin MVR-02       | Cosworth 2.4 V8      | P      |
| Marussia Virgin Racing       | 25  | Jérôme D’Ambrosio  | Virgin MVR-02       | Cosworth 2.4 V8      | P      |

Anmerkungen
1. 1 2  Hülkenberg fuhr den Force India mit der Nummer 15 im ersten freien Training. Di Resta übernahm das Fahrzeug anschließend für das restliche Rennwochenende.
2. 1 2  Karthikeyan fuhr den HRT mit der Nummer 23 im ersten freien Training. Liuzzi übernahm das Fahrzeug anschließend für das restliche Rennwochenende.

## Klassifikationen

### Qualifying
| Pos.                                                                      | Fahrer             | Konstrukteur         | Q1       | Q2       | Q3       | Start |
| ------------------------------------------------------------------------- | ------------------ | -------------------- | -------- | -------- | -------- | ----- |
| 01                                                                        | Mark Webber        | Red Bull-Renault     | 1:33,096 | 1:31,311 | 1:30,079 | 01    |
| 02                                                                        | Lewis Hamilton     | McLaren-Mercedes     | 1:32,934 | 1:30,998 | 1:30,134 | 02    |
| 03                                                                        | Sebastian Vettel   | Red Bull-Renault     | 1:32,973 | 1:31,017 | 1:30,216 | 03    |
| 04                                                                        | Fernando Alonso    | Ferrari              | 1:32,916 | 1:31,150 | 1:30,442 | 04    |
| 05                                                                        | Felipe Massa       | Ferrari              | 1:31,826 | 1:31,582 | 1:30,910 | 05    |
| 06                                                                        | Nico Rosberg       | Mercedes             | 1:32,785 | 1:31,343 | 1:31,263 | 06    |
| 07                                                                        | Jenson Button      | McLaren-Mercedes     | 1:33,224 | 1:31,532 | 1:31,288 | 07    |
| 08                                                                        | Adrian Sutil       | Force India-Mercedes | 1:32,286 | 1:31,809 | 1:32,010 | 08    |
| 09                                                                        | Witali Petrow      | Renault              | 1:33,187 | 1:31,958 | 1:32,187 | 09    |
| 10                                                                        | Michael Schumacher | Mercedes             | 1:32,603 | 1:32,180 | 1:32,482 | 10    |
| 11                                                                        | Nick Heidfeld      | Renault              | 1:32,505 | 1:32,215 | –        | 11    |
| 12                                                                        | Paul di Resta      | Force India-Mercedes | 1:32,651 | 1:32,560 | –        | 12    |
| 13                                                                        | Pastor Maldonado   | Williams-Cosworth    | 1:33,003 | 1:32,635 | –        | 13    |
| 14                                                                        | Rubens Barrichello | Williams-Cosworth    | 1:33,664 | 1:33,043 | –        | 14    |
| 15                                                                        | Sergio Pérez       | Sauber-Ferrari       | 1:33,295 | 1:33,176 | –        | 15    |
| –                                                                         | Sébastien Buemi    | Toro Rosso-Ferrari   | 1:33,635 | 1:33,546 | –        | 24    |
| 16                                                                        | Jaime Alguersuari  | Toro Rosso-Ferrari   | 1:33,658 | 1:33,698 | –        | 16    |
| 17                                                                        | Kamui Kobayashi    | Sauber-Ferrari       | 1:33,786 | –        | –        | 17    |
| 18                                                                        | Heikki Kovalainen  | Lotus-Renault        | 1:35,599 | –        | –        | 18    |
| 19                                                                        | Timo Glock         | Virgin-Cosworth      | 1:36,400 | –        | –        | 19    |
| 20                                                                        | Karun Chandhok     | Lotus-Renault        | 1:36,422 | –        | –        | 20    |
| 21                                                                        | Jérôme D’Ambrosio  | Virgin-Cosworth      | 1:36,641 | –        | –        | 21    |
| 22                                                                        | Vitantonio Liuzzi  | HRT-Cosworth         | 1:37,011 | –        | –        | 23    |
| 23                                                                        | Daniel Ricciardo   | HRT-Cosworth         | 1:37,036 | –        | –        | 22    |
| 107-Prozent-Zeit: 1:38,253 min (bezogen auf Q1-Bestzeit von 1:31,826 min) |                    |                      |          |          |          |       |

Anmerkungen
1. ↑  Buemi wurde aus der Wertung genommen, da der Treibstoff in seinem Fahrzeug nicht regelkonform war.
2. ↑  Liuzzi erhielt aufgrund eines Getriebewechsels eine Startplatzstrafe von fünf Plätzen.

1. 1 2 3 4 5 6 7 8 9 10 11 12 13 14 15 16 17 18  Rennwagen mit KERS

### Rennen
| Pos. | Fahrer             | Konstrukteur         | Runden | Stopps | Zeit        | Start | Schnellste Runde |
| ---- | ------------------ | -------------------- | ------ | ------ | ----------- | ----- | ---------------- |
| 01   | Lewis Hamilton     | McLaren-Mercedes     | 60     | 3      | 1:37:30,334 | 02    | 1:34,302 (59.)   |
| 02   | Fernando Alonso    | Ferrari              | 60     | 3      | + 3,980     | 04    | 1:34,626 (60.)   |
| 03   | Mark Webber        | Red Bull-Renault     | 60     | 3      | + 9,788     | 01    | 1:34,468 (60.)   |
| 04   | Sebastian Vettel   | Red Bull-Renault     | 60     | 3      | + 47,921    | 03    | 1:34,587 (47.)   |
| 05   | Felipe Massa       | Ferrari              | 60     | 3      | + 52,252    | 05    | 1:34,609 (51.)   |
| 06   | Adrian Sutil       | Force India-Mercedes | 60     | 2      | + 1:26,208  | 08    | 1:36,653 (57.)   |
| 07   | Nico Rosberg       | Mercedes             | 59     | 3      | + 1 Runde   | 06    | 1:36,181 (51.)   |
| 08   | Michael Schumacher | Mercedes             | 59     | 3      | + 1 Runde   | 10    | 1:35,628 (49.)   |
| 09   | Kamui Kobayashi    | Sauber-Ferrari       | 59     | 2      | + 1 Runde   | 17    | 1:36,659 (50.)   |
| 10   | Witali Petrow      | Renault              | 59     | 2      | + 1 Runde   | 09    | 1:36,186 (50.)   |
| 11   | Sergio Pérez       | Sauber-Ferrari       | 59     | 2      | + 1 Runde   | 15    | 1:37,033 (53.)   |
| 12   | Jaime Alguersuari  | Toro Rosso-Ferrari   | 59     | 2      | + 1 Runde   | 16    | 1:37,415 (59.)   |
| 13   | Paul di Resta      | Force India-Mercedes | 59     | 2      | + 1 Runde   | 12    | 1:36,715 (54.)   |
| 14   | Pastor Maldonado   | Williams-Cosworth    | 59     | 2      | + 1 Runde   | 13    | 1:37,568 (50.)   |
| 15   | Sébastien Buemi    | Toro Rosso-Ferrari   | 59     | 2      | + 1 Runde   | 24    | 1:37,863 (48.)   |
| 16   | Heikki Kovalainen  | Lotus-Renault        | 58     | 2      | + 2 Runden  | 18    | 1:39,050 (54.)   |
| 17   | Timo Glock         | Virgin-Cosworth      | 57     | 2      | + 3 Runden  | 19    | 1:39,982 (57.)   |
| 18   | Jérôme D’Ambrosio  | Virgin-Cosworth      | 57     | 2      | + 3 Runden  | 21    | 1:39,787 (57.)   |
| 19   | Daniel Ricciardo   | HRT-Cosworth         | 57     | 2      | + 3 Runden  | 22    | 1:40,489 (57.)   |
| 20   | Karun Chandhok     | Lotus-Renault        | 56     | 3      | + 4 Runden  | 20    | 1:40,435 (56.)   |
| –    | Vitantonio Liuzzi  | HRT-Cosworth         | 37     | 1      | DNF         | 23    | 1:40,683 (28.)   |
| –    | Jenson Button      | McLaren-Mercedes     | 35     | 1      | DNF         | 07    | 1:36,258 (53.)   |
| –    | Rubens Barrichello | Williams-Cosworth    | 16     | 0      | DNF         | 14    | 1:39,679 (08.)   |
| –    | Nick Heidfeld      | Renault              | 9      | 0      | DNF         | 11    | 1:39,452 (07.)   |

Anmerkungen
1. 1 2 3 4 5 6 7 8 9 10 11 12 13 14 15 16 17 18  Rennwagen mit KERS

## WM-Stände nach dem Rennen
Die ersten zehn des Rennens bekamen 25, 18, 15, 12, 10, 8, 6, 4, 2 bzw. 1 Punkt(e).

### Fahrerwertung
| Pos. | Fahrer             | Konstrukteur         | Punkte |
| ---- | ------------------ | -------------------- | ------ |
| 01   | Sebastian Vettel   | Red Bull-Renault     | 216    |
| 02   | Mark Webber        | Red Bull-Renault     | 139    |
| 03   | Lewis Hamilton     | McLaren-Mercedes     | 134    |
| 04   | Fernando Alonso    | Ferrari              | 130    |
| 05   | Jenson Button      | McLaren-Mercedes     | 109    |
| 06   | Felipe Massa       | Ferrari              | 62     |
| 07   | Nico Rosberg       | Mercedes             | 46     |
| 08   | Nick Heidfeld      | Renault              | 34     |
| 09   | Witali Petrow      | Renault              | 32     |
| 10   | Michael Schumacher | Mercedes             | 32     |
| 11   | Kamui Kobayashi    | Sauber-Ferrari       | 27     |
| 12   | Adrian Sutil       | Force India-Mercedes | 18     |
| 13   | Jaime Alguersuari  | Toro Rosso-Ferrari   | 9      |
| 14   | Sergio Pérez       | Sauber-Ferrari       | 8      |

| Pos. | Fahrer             | Konstrukteur         | Punkte |
| ---- | ------------------ | -------------------- | ------ |
| 15   | Sébastien Buemi    | Toro Rosso-Ferrari   | 8      |
| 16   | Rubens Barrichello | Williams-Cosworth    | 4      |
| 17   | Paul di Resta      | Force India-Mercedes | 2      |
| 18   | Pedro de la Rosa   | Sauber-Ferrari       | 0      |
| 19   | Jarno Trulli       | Lotus-Renault        | 0      |
| 20   | Vitantonio Liuzzi  | HRT-Cosworth         | 0      |
| 21   | Pastor Maldonado   | Williams-Cosworth    | 0      |
| 22   | Jérôme D’Ambrosio  | Virgin-Cosworth      | 0      |
| 23   | Heikki Kovalainen  | Lotus-Renault        | 0      |
| 24   | Timo Glock         | Virgin-Cosworth      | 0      |
| 25   | Narain Karthikeyan | HRT-Cosworth         | 0      |
| 26   | Daniel Ricciardo   | HRT-Cosworth         | 0      |
| 27   | Karun Chandhok     | Lotus-Renault        | 0      |

### Konstrukteurswertung
| Pos. | Konstrukteur     | Punkte |
| ---- | ---------------- | ------ |
| 01   | Red Bull-Renault | 355    |
| 02   | McLaren-Mercedes | 243    |
| 03   | Ferrari          | 192    |
| 04   | Mercedes         | 78     |
| 05   | Renault          | 66     |
| 06   | Sauber-Ferrari   | 35     |

| Pos. | Konstrukteur         | Punkte |
| ---- | -------------------- | ------ |
| 07   | Force India-Mercedes | 20     |
| 08   | Toro Rosso-Ferrari   | 17     |
| 09   | Williams-Cosworth    | 4      |
| 10   | Lotus-Renault        | 0      |
| 11   | HRT-Cosworth         | 0      |
| 12   | Virgin-Cosworth      | 0      |